# تومور کلیه
تومور کلیه (به انگلیسی: Kidney tumour)، که به آن سرطان کلیه (به انگلیسی: Kidney cancer) نیز می‌گویند، به هرنوع تومور و توده ایجاد شونده در یا بر روی کلیه گفته می‌شود. تومور کلیه می‌تواند خوش‌خیم (غیر سرطانی) یا بدخیم (سرطانی) باشد.
تشخیص تومور کلیه یا در تصویربرداری پزشکی و به صورت تصادفی کشف می‌شود یا در ادامه یک معاینه پزشکی برای تشخیص علت وجود توده‌ای دردناک در محدوده شکمی انجام می‌گیرد. از دیگر نشانه‌ها و علائم دارای اهمیت می‌توان به هماتوری(خون در ادرار)٬ دردهای شدید شکمی و نیز سندروم پارانئوپلاستیک اشاره نمود.

## انواع
برپایه نوع رفتاری تومور به دو گروه تقسیم می‌شوند:

### خوش‌خیم
- کیستهای کلیوی : از شایع‌ترین تومورهای خوش‌خیم در کلیه که حدود ۷۰٪ از تومورهای آسمپتوم در این ارگان را تشکیل می‌دهند.
- آدنوما: تومور خوش‌خیم با قطر کمتر از ۳ سانتیمتر و در مردها بیش‌تر شایع است. منشأ آن اپیتلیوم توبولار دیستال است.
- انکوسیتوما: تومور کاملاً کپسوله شده با هسته فیبروز که در ام‌آرآی و سی‌تی‌اسکن براحتی قابل تشخیص است.
- آنژومیولیپوما: توموری با نمود و ظاهر میکروسکوپی پر از رگ(آنژو)-ماهیچه صاف(میو)-دارای توده چربی(لیپو)٬ که یا به تنهایی یا همراه اسکلروز توبروز و نیز سندروم وون هیپل-لینداو نمود می‌یابد.

### بدخیم
- کارسینوم سلول کلیوی یا RCC که بنام تومور گراویتز نیز شناخته می‌شود.
- نفروبلاستوما یا تومور ویلمز
- سارکوما

## فاکتورهای خطر
کشیدن سیگار٬ زندگی و کار در مکان‌های دارای کادمیوم٬ آزبست٬ نفت و مشتقات٬ گروهی از داروها مانند فناستین و همچنین عامل ارث و ژنتیک

## روش‌های انتشار
- راه خون: با نفوذ در رگ‌های شریان کلیوی و ورید باب
- راه همجواری: نفوذ به دیافراگم٬ کولون٬ دم پانکراس و طحال
- راه لنفی: گره‌های لنفی نزدیک به کلیه مانند گره لنفی پارا آئورت

## شاخص تی.ان.ام
- اندازه گذاری تومور از T0 تا T4
- مجاورت با گره لنفی ازN0 یا بدون همسایگی با گره لنفی تا N2 یا همسایگی با بیش از یک گره لنفی نزدیک به محل
- متاستاز با دو پارامتر M0 بدون متاستازی و M1 همراه متاستازی

در صورت متاستاز تومورهای کلیه٬ بیش‌ترین احتمال درگیری برای شش‌ها(۵۰٪)٬ استخوان(۳۵٪)٬ کبد٬ سیستم لنفاوی٬ غدد فوق کلیوی و نیز کلیه مقابل وجود خواهد داشت.